# Boulaincourt
Boulaincourt est une commune française située dans le département des Vosges, en région Grand Est.
Ses habitants sont appelés les Bolaincuria.

## Géographie

### Localisation
Boulaincourt est une petite commune rurale du Xaintois, située à 10 km au nord - nord-ouest de Mirecourt, aux confins du département de Meurthe-et-Moselle. 

### Géologie et relief
Une cuesta délimite son territoire au nord, elle culmine à 342 mètres dans le bois de la Rappe et voit sourdre le ruisseau de Grosse Fontaine dont les eaux rejoignent le Madon.
Espaces naturels :
Une zone naturelle d'intérêt écologique, faunistique et floristique (Znieff) :  Gîtes à chiroptère du Saintois.

### Hydrographie et les eaux souterraines
Hydrogéologie et climatologie : Système d’information pour la gestion des eaux souterraines du bassin Rhin-Meuse 
Territoire communal : Occupation du sol (Corinne Land Cover); Cours d'eau (BD Carthage),
Géologie : Carte géologique; Coupes géologiques et techniques,
 Hydrogéologie : Masses d'eau souterraine; BD Lisa; Cartes piézométriques.

#### Réseau hydrographique
La commune est située dans le bassin versant du Rhin au sein du bassin Rhin-Meuse. Elle n'est drainée par aucun cours d'eau,.

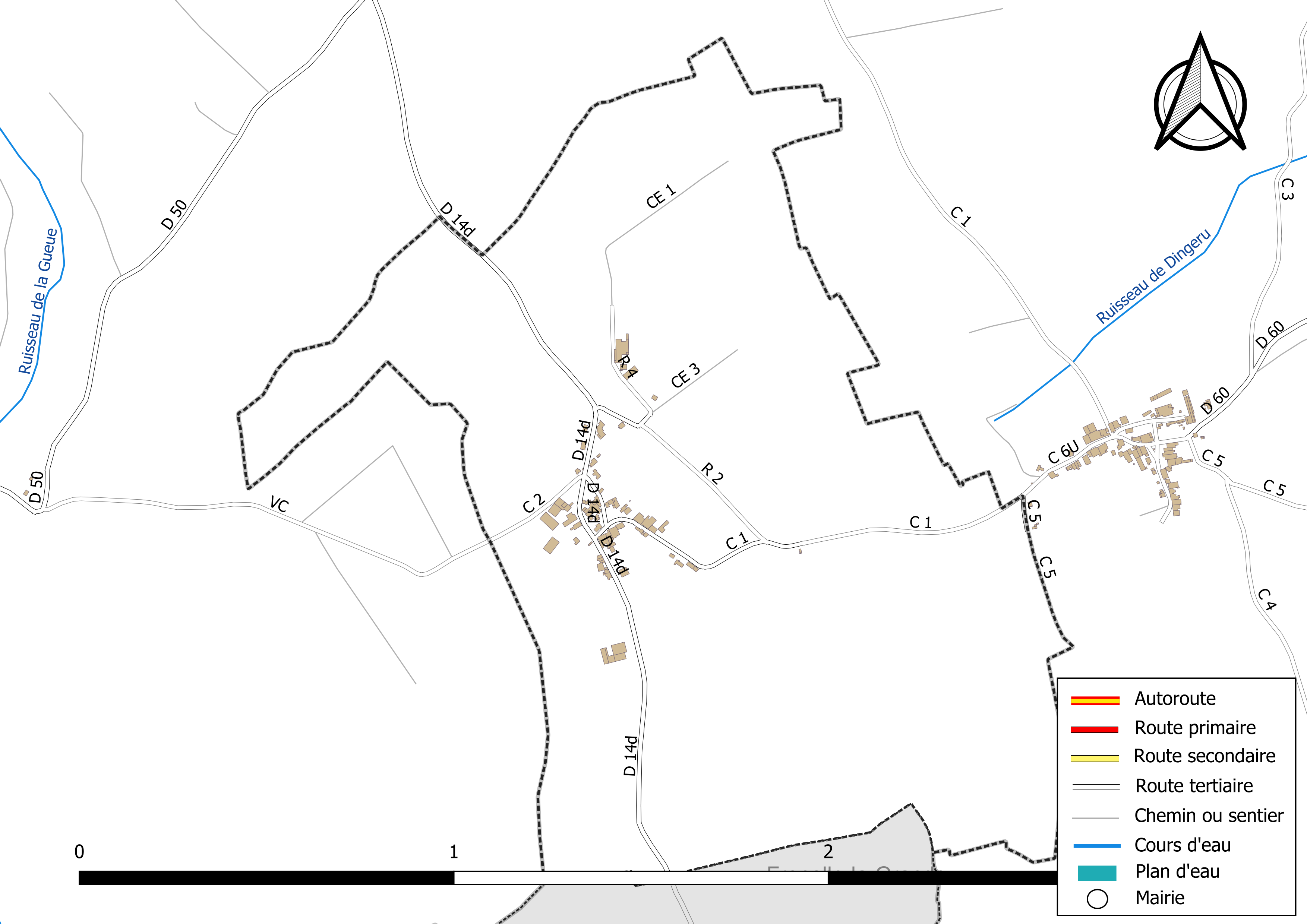
Réseaux hydrographique et routier de Boulaincourt.

#### Gestion et qualité des eaux
Le territoire communal est couvert par le schéma d'aménagement et de gestion des eaux (SAGE) « Nappe des Grès du Trias Inférieur ». Ce document de planification, dont le territoire comprend le périmètre de la zone de répartition des eaux de la nappe des Grès du trias inférieur (GTI), d'une superficie de 1 497 km2,  est en cours d'élaboration. L’objectif poursuivi est de stabiliser les niveaux piézométriques de la nappe des GTI et atteindre l'équilibre entre les prélèvements et la capacité de recharge de la nappe. Il doit être cohérent avec les objectifs de qualité définis dans les SDAGE Rhin-Meuse et Rhône-Méditerranée. La structure porteuse de l'élaboration et de la mise en œuvre est le conseil départemental des Vosges.
La qualité des eaux de baignade et des cours d’eau peut être consultée sur un site dédié géré par les agences de l’eau et l’Agence française pour la biodiversité. 

### Climat
Pour des articles plus généraux, voir Climat du Grand Est et Climat des Vosges.
En 2010, le climat de la commune est de type climat des marges montargnardes, selon une étude du Centre national de la recherche scientifique s'appuyant sur une série de données couvrant la période 1971-2000. En 2020, Météo-France publie une typologie des climats de la France métropolitaine dans laquelle la commune est dans une zone de transition entre le climat océanique altéré et le climat océanique altéré et est dans la région climatique  Lorraine, plateau de Langres, Morvan, caractérisée par un hiver rude (1,5 °C), des vents modérés et des brouillards fréquents en automne et hiver. 
Pour la période 1971-2000, la température annuelle moyenne est de 9,6 °C, avec une amplitude thermique annuelle de 16,9 °C. Le cumul annuel moyen de précipitations est de 944 mm, avec 12,8 jours de précipitations en janvier et 9,6 jours en juillet. Pour la période 1991-2020, la température moyenne annuelle observée sur la station météorologique de Météo-France la plus proche, « Mirecourt-inra », sur la commune de Mirecourt à 9 km à vol d'oiseau, est de 10,4 °C et le cumul annuel moyen de précipitations est de 824,3 mm. 
La température maximale relevée sur cette station est de 39,5 °C, atteinte le 25 juillet 2019 ; la température minimale est de −19,5 °C, atteinte le 20 décembre 2009,,. 
Les paramètres climatiques de la commune ont été estimés pour le milieu du siècle (2041-2070) selon différents scénarios d'émission de gaz à effet de serre à partir des nouvelles projections climatiques de référence DRIAS-2020. Ils sont consultables sur un site dédié publié par Météo-France en novembre 2022.

## Urbanisme

### Typologie
Au 1er janvier 2024, Boulaincourt est catégorisée commune rurale à habitat dispersé, selon la nouvelle grille communale de densité à sept niveaux définie par l'Insee en 2022.
Elle est située hors unité urbaine. Par ailleurs la commune fait partie de l'aire d'attraction de Nancy, dont elle est une commune de la couronne,. Cette aire, qui regroupe 353 communes, est catégorisée dans les aires de 200 000 à moins de 700 000 habitants,.

### Occupation des sols
L'occupation des sols de la commune, telle qu'elle ressort de la base de données européenne d’occupation biophysique des sols Corine Land Cover (CLC), est marquée par l'importance des territoires agricoles (95,2 % en 2018), une proportion identique à celle de 1990 (95,2 %). La répartition détaillée en 2018 est la suivante : 
prairies (81,3 %), terres arables (14 %), forêts (4,8 %). L'évolution de l’occupation des sols de la commune et de ses infrastructures peut être observée sur les différentes représentations cartographiques du territoire : la carte de Cassini (XVIIIe siècle), la carte d'état-major (1820-1866) et les cartes ou photos aériennes de l'IGN pour la période actuelle (1950 à aujourd'hui).

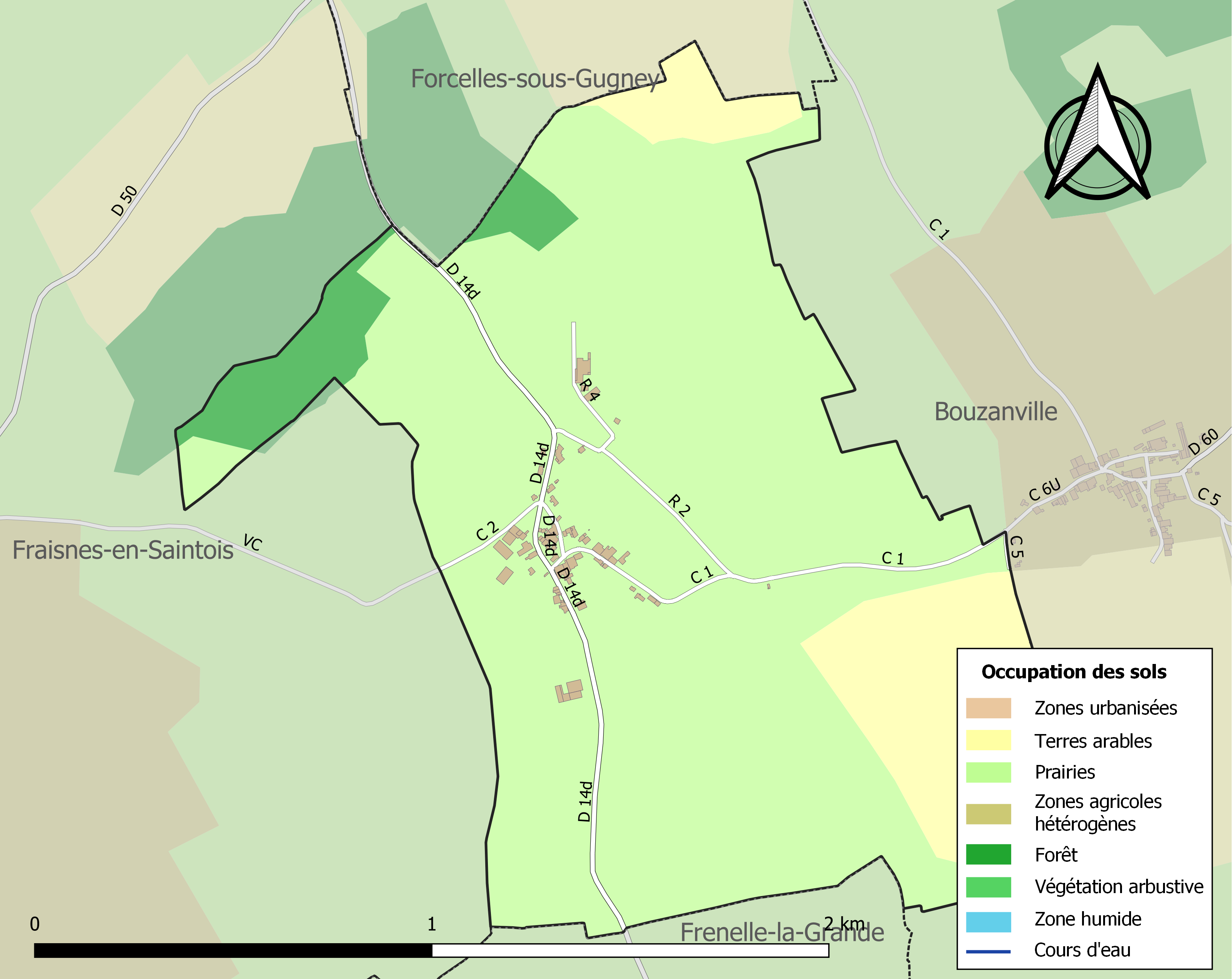
Carte des infrastructures et de l'occupation des sols de la commune en 2018 (CLC).

### Voies de communications et transports

#### Voies routières
Le village s'est construit au croisement de deux routes, l'une de Frenelle-la-Grande à Forcelles-sous-Gugney, l'autre de Fraisnes-en-Saintois à Bouzanville.
- A31 (aussi appelée autoroute de Lorraine-Bourgogne). Échangeur Châtenois, Colombey-les-Belles.
- A330, autoroute reliant Nancy et Flavigny-sur-Moselle à l'A33. Échangeur Flavigny-sur-Moselle.

#### Transports en commun
- Fluo Grand Est.

#### Lignes SNCF

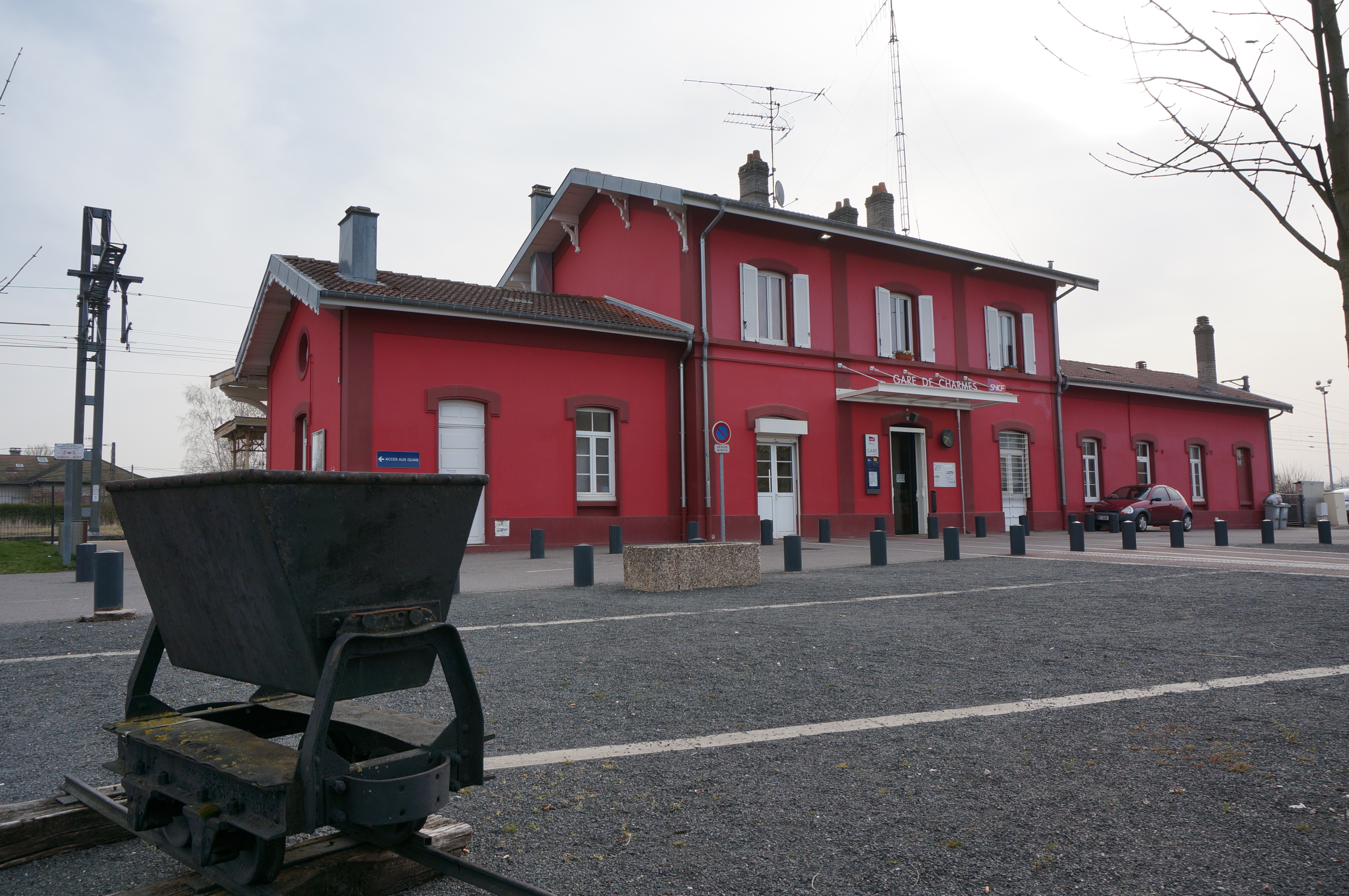
Gare de Charmes de la SNCF desservie par des trains TER Grand Est.
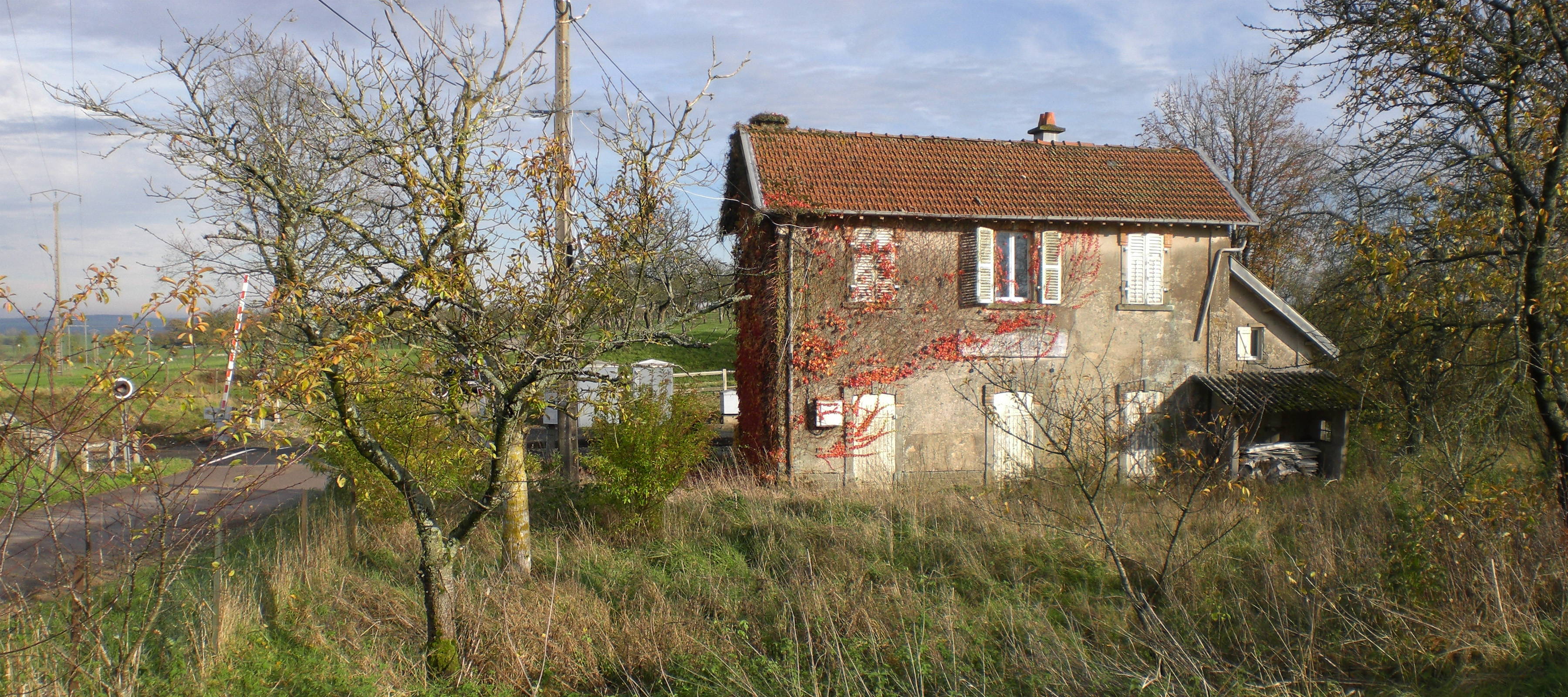
Ancienne gare de Bouzanville - Boulaincourt, côté de jardin avec passage à niveau.

C'est par Boulaincourt que la ligne SNCF Nancy-Merrey pénètre dans le département des Vosges. Une gare a été construite sur son territoire, partagée avec le village voisin de Bouzanville.
- Gare de Charmes
- Gare d'Hymont - Mattaincourt
- Gare d'Hymont - Mattaincourt
- Ancienne Gare de Mirecourt
- Ancienne Gare de Vézelise
- AncienneGare de Bouzanville - Boulaincourt

#### Transports aériens
- Aéroport d'Épinal-Mirecourt « Vosges Aéroport ».

À partir de l'été 2021, l’aéroport d’Épinal-Mirecourt devient le pélicandrome de la Zone Est et servira ainsi de base de ravitaillement et d’intervention pour les avions bombardiers d’eau Q Series ou de Havilland Canada DHC-8, aussi connu sous le nom de Dash 8.

## Toponymie
Le nom de la localité est attesté sous les formes ? Bodelincurte (877) ; ? Boblenicurte (915) ; Boboleni curtis (1033) ; ? Bodoleni curtem (1105) ; Bolencort (1334) ; Boulencourt (1506) ; Bollaincourt (1543) ; Boulaincourt (1579) ; Boullaincourt (1594) ; Bolaincourt ou Boulaincourt, en partie de la mairie d’Abancourt (1711) ; Boullincourt (XVIIIe siècle).

## Histoire
Le comté de Vaudémont, détaché de la Lorraine de 1070 à 1473, englobait Boulaincourt et les deux Frenelle, la Grande et la Petite.

## Politique et administration

### Découpage territorial
Par arrêté préfectoral du 15 septembre 2023, la commune est retirée le 1er janvier 2024 de l'arrondissement d'Épinal et rattachée à l'arrondissement de Neufchâteau.

### Liste des maires
| Période                                  | Période    | Identité                | Étiquette | Qualité |
| ---------------------------------------- | ---------- | ----------------------- | --------- | ------- |
| Les données manquantes sont à compléter. |            |                         |           |         |
| avant mars 2001                          | mars 2014  | Patrick Husson          | SE        |         |
| mars 2014                                | avril 2017 | Pascal Joigny           |           |         |
| avril 2017                               | En cours   | Jean-Christophe Halluin |           |         |

### Budget et fiscalité 2022

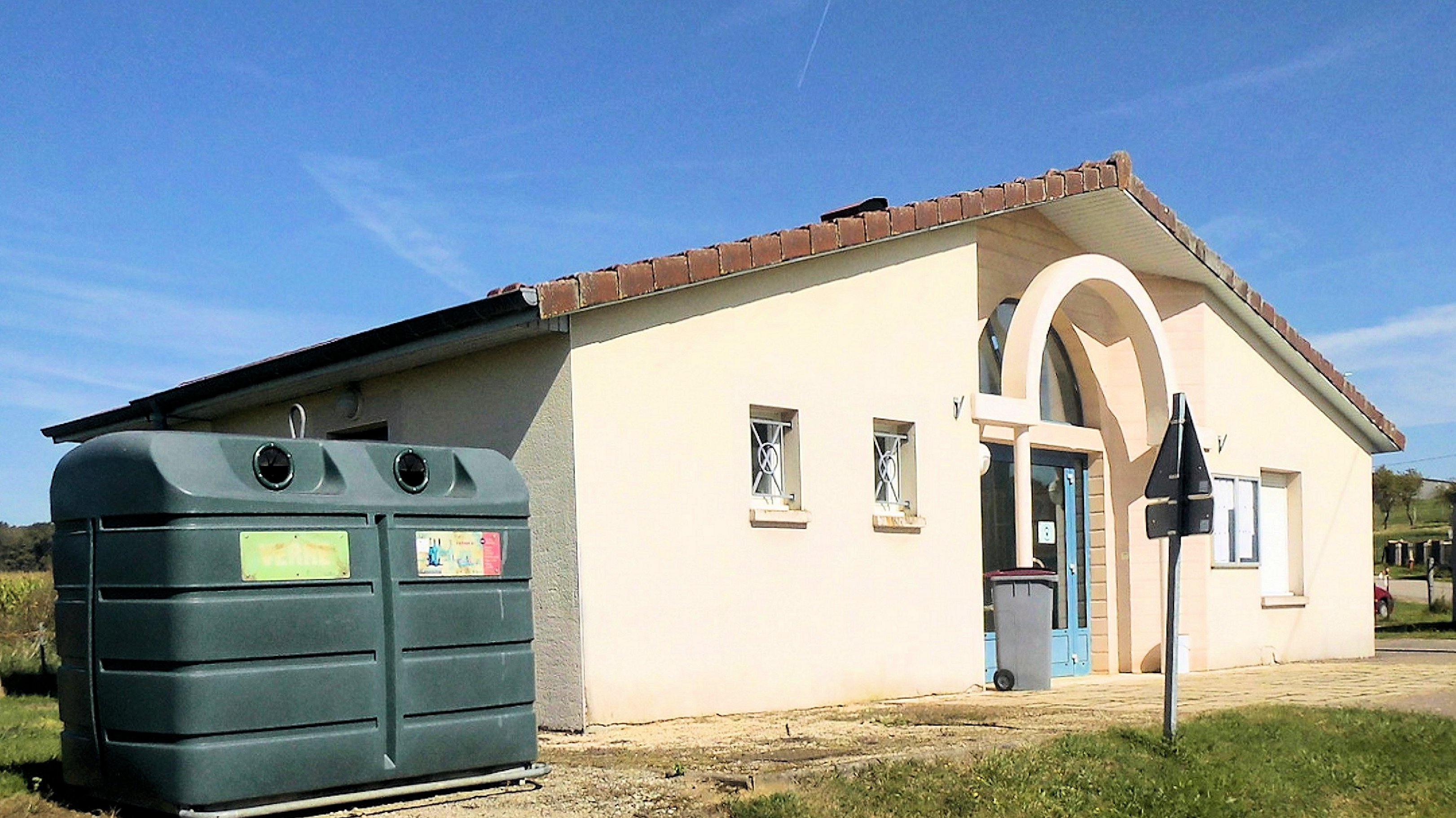
La mairie.

En 2022, le budget de la commune était constitué ainsi :
- total des produits de fonctionnement : 40 000 €, soit 558 € par habitant ;
- total des charges de fonctionnement : 33 000 €, soit 462 € par habitant ;
- total des ressources d'investissement : 1 000 €, soit 8 € par habitant ;
- total des emplois d'investissement : 2 000 €, soit 32 € par habitant ;
- endettement : 0 €, soit 0 € par habitant.

Avec les taux de fiscalité suivants :
- taxe d'habitation : 9,08 % ;
- taxe foncière sur les propriétés bâties : 31,97 % ;
- taxe foncière sur les propriétés non bâties : 6,57 % ;
- taxe additionnelle à la taxe foncière sur les propriétés non bâties : 0,00 % ;
- cotisation foncière des entreprises : 0,00 %.

Chiffres clés Revenus et pauvreté des ménages en 2021 : médiane en 2021 du revenu disponible, par unité de consommation.

## Population et société

### Démographie

#### Évolution démographique
L'évolution du nombre d'habitants est connue à travers les recensements de la population effectués dans la commune depuis 1793. Pour les communes de moins de 10 000 habitants, une enquête de recensement portant sur toute la population est réalisée tous les cinq ans, les populations de référence des années intermédiaires étant quant à elles estimées par interpolation ou extrapolation. Pour la commune, le premier recensement exhaustif entrant dans le cadre du nouveau dispositif a été réalisé en 2005.

En 2022, la commune comptait 63 habitants, en évolution de −11,27 % par rapport à 2016 (Vosges : −2,96 %, France hors Mayotte : +2,11 %).
| 1793 | 1800 | 1806 | 1821 | 1831 | 1836 | 1841 | 1846 | 1856 |
| ---- | ---- | ---- | ---- | ---- | ---- | ---- | ---- | ---- |
| 126  | 127  | 138  | 146  | 132  | 141  | 153  | 153  | 144  |

| 1861 | 1866 | 1876 | 1881 | 1886 | 1891 | 1896 | 1901 | 1906 |
| ---- | ---- | ---- | ---- | ---- | ---- | ---- | ---- | ---- |
| 122  | 113  | 123  | 124  | 113  | 104  | 97   | 100  | 101  |

| 1911 | 1921 | 1926 | 1931 | 1936 | 1946 | 1954 | 1962 | 1968 |
| ---- | ---- | ---- | ---- | ---- | ---- | ---- | ---- | ---- |
| 96   | 75   | 72   | 74   | 89   | 77   | 58   | 57   | 53   |

| 1975 | 1982 | 1990 | 1999 | 2005 | 2006 | 2010 | 2015 | 2020 |
| ---- | ---- | ---- | ---- | ---- | ---- | ---- | ---- | ---- |
| 50   | 39   | 37   | 37   | 60   | 60   | 70   | 71   | 66   |

| 2022 | - | - | - | - | - | - | - | - |
| ---- | - | - | - | - | - | - | - | - |
| 63   | - | - | - | - | - | - | - | - |

### Enseignement
Établissements d'enseignements :
- Écoles maternelles et primaires à Diarville, Oëlleville, Poussay, Baudricourt, Praye.
- Collèges à Mirecourt, Vézelise, Charmes, Dompaire, Châtenois.
- Lycées à Mirecourt, Mandres-sur-Vair.

### Santé
Professionnels et services de santé :
- Médecins à Diarville, Mirecourt, Mattaincourt, Vicherey, Tantonville, Gironcourt-sur-Vraine.
- Pharmacies à Diarville, Mirecourt, Mattaincourt, Vicherey, Gironcourt-sur-Vraine, Vézelise, Vézelise, Haroué, Charmes.
- Hôpitaux à Mirecourt, Mattaincourt, Charmes, Vittel.

### Cultes
- Culte catholique, Paroisse Saint-Pierre-Fourier[29], Diocèse de Saint-Dié.

### Manifestations culturelles et festivités
- Boulaincourt organise une foire aux melons chaque 1er dimanche d'août.

## Culture locale et patrimoine

### Lieux et monuments

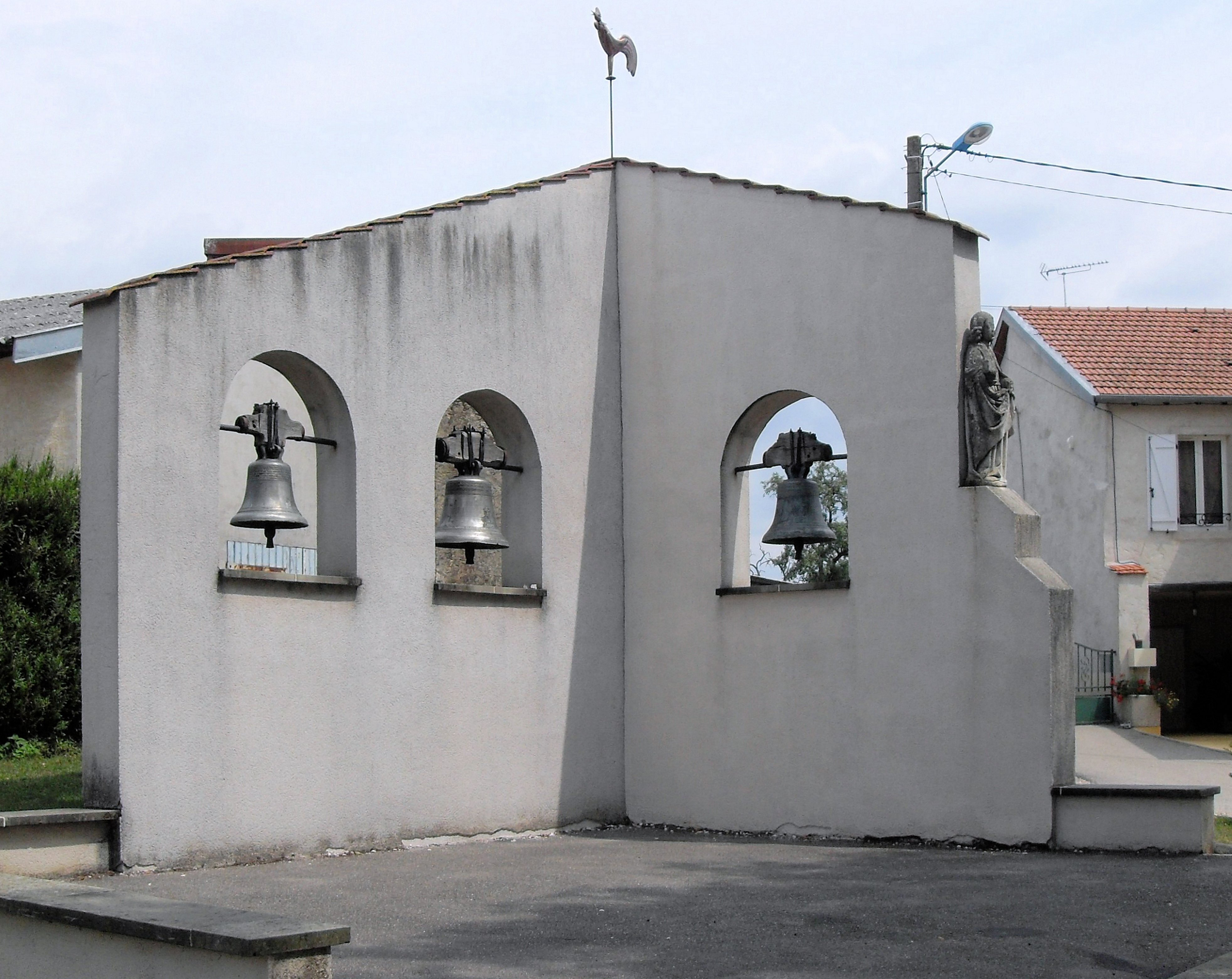
Deux pans de mur de l'ancienne église avec les trois cloches, et le coq.

- Église de l'Assomption-de-Notre-Dame, datant du XIXe siècle, détruite pour risque d'éboulement[30]. Seuls deux pans de mur ont été conservés : ils supportent les trois cloches et le coq.
- Les cloches :

Cloche 1 :
- Nom : Marie-Françoise

- Fondeur : Thuillie à Nancy (54)

- Date : 1823
Cloche 2 :
- Nom : Barbe

Fondeur : Thouvenot à Robecourt (88)

Date : 1823
Cloche 3 :
- Nom : Marguerite

- Fondeur : Thouvenot à Robecourt (88)

- Date : 1823
- Objets mobiliers dans l'église :

une Cène peinte sur bois, datant de la fin du XVIIIe siècle, classée monument historique depuis le 19 avril 1985,
chemin de croix (deux tableaux),
statue Saint Jean.
- Patrimoine rural recensé par le service régional de l'Inventaire général du patrimoine culturel[35].
- Monument commémoratif. Ancienne plaque de l’église installée sur une place.

### Personnalités liées à la commune
- Jean-Alain Marck (1955-2001), astrophysicien qui a travaillé à l'Observatoire de Paris - Meudon sur les trous noirs et les ondes gravitationnelles[36].
- Jean Baptiste Louis Edmond George, médecin[37].
- Livres d'or des Morts pour la France :

Alexis Brossard, 137e régiment d'infanterie territoriale (137e RIT). Mort pour la France le 02 février 1916.
Lucien Auguste Pierre Chambrotte, 409e régiment d'infanterie.
Eugène François Baujard, 160ème Régiment d'Infanterie.
Marie Charles Joigny, 279ème Régiment d'Infanterie.
André Célestin Sulpice Vosgien, 107ème Régiment d'Infanterie.

## Pour approfondir